# 副王

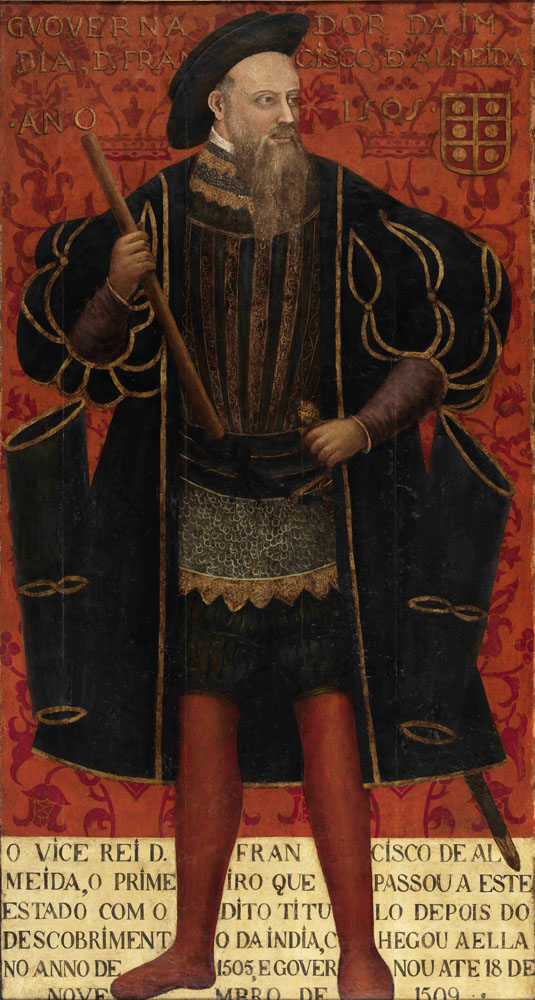
ポルトガル領インド初代副王フランシスコ・デ・アルメイダ

副王（ふくおう、スペイン語: virrey, ポルトガル語: vice-rei, 英語: viceroy）は、君主の代理人として植民地や属州を統治する官職、称号。

## 語源と関連語
原語のvirrey, viceroyは、それぞれラテン語の接頭辞 vice- （代理）と rex （王）から来ている。副王の領土は副王領(virreinato, viceroyalty）と呼ばれる。女性の場合は副女王（英語: vicereine）と呼ばれ、まれにではあるが軍事指揮権をも保有する場合があった。また、副王夫人に対してもこの呼称が用いられた。副王の子息（令嬢）は 英語: viceigel と呼ばれた。

## 地位
「副王」の称号は単なる総督よりも上位の官職であることを想起させるが、実際は総督と同程度であることもあったし、属州や植民地の知事（副知事）の上官でないこともあった。
副王の職が終身職でない場合、王族の一員に名誉的に与えられる場合もあった。王位継承の可能性がある者にとって、副王（あるいはそれと同等の地位）の座が与えられることは珍しいことではなかった。副王の地位に就くことで継承者としての資質を試す意味もあったので、古代ローマの「コンソルティウム・インペリ」（帝権を2人以上の皇帝で分けるという概念）や、ディオクレティアヌス帝が行ったテトラルキアに見られるような「副帝」といった地位ほど高いものではなかった。

## スペイン帝国

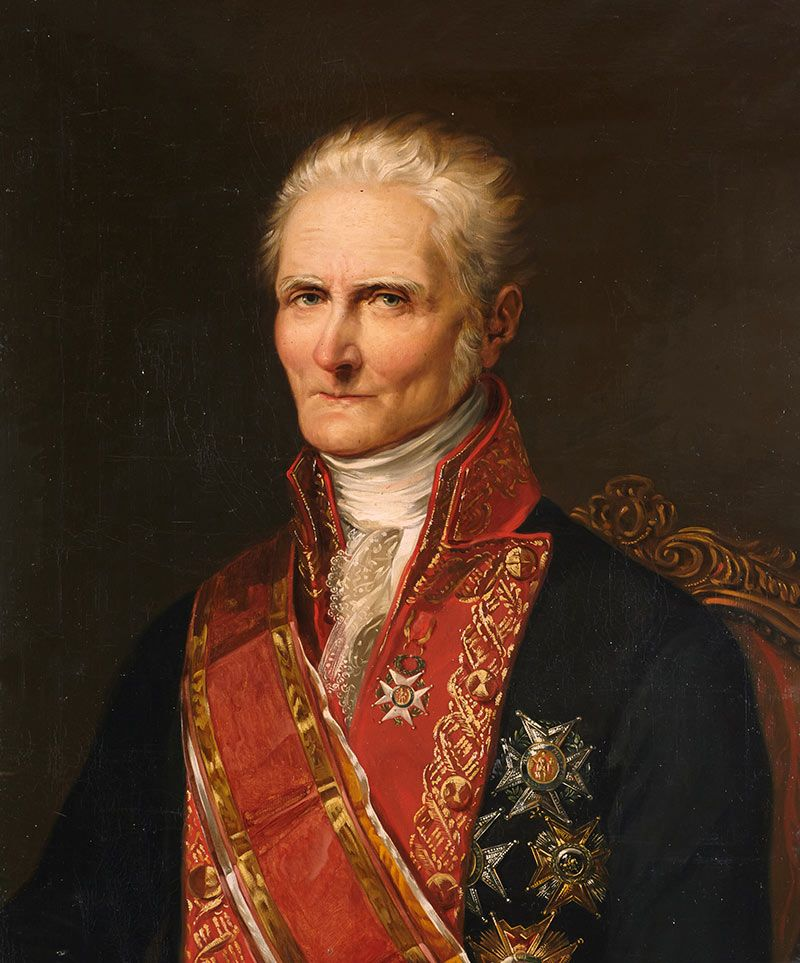
ペルー副王ホアキン・デ・ラ・ペスエラ

### 欧州
1137年、アラゴン王国の王女ペトロニーラとバルセロナ伯ラモン・バランゲー4世が結婚してアラゴン連合王国が成立したが、この時両王国の政治的な独立や法律・行政の制度は統一されずそのまま残された。このためいずれかの王が不在になる場合に備え、副王(virrey)が任命された。副王は国王不在の時の「もう一人の国王」(alter ego)として国政を統括し、カトリック両王によるアラゴンとカスティーリャの連合王国も、この例に則っている。
“日の沈まぬ帝国” スペインの絶対王制下では、ヨーロッパにおける領土や海外植民地を統治するために、多数の副王が任命された。ハプスブルク朝になると顕著になり、16世紀後半にマドリードに宮廷が固定すると、副王は地方行政組織の一成員へと変化した。欧州では18世紀まで、アラゴン、バレンシア、カタルーニャ、サルデーニャ、シチリア、ナポリおよびポルトガル（1580年 - 1640年）などの副王は、スペイン王によって任命されていた。スペイン継承戦争以降は、ナバーラ以外はスペイン支配を離れたり廃止されたりする形で、副王制は消滅した。

### 新大陸
クリストバル・コロン（クリストファー・コロンブス）は、1492年のサンタ・フェ契約において「副王にして総督」(virrey y gobernador general)の称号を与えられ、新大陸はコロンビア副王領とされた。その没後はディエゴ・コロンが副王の称号を継承したが、栄誉上のものに過ぎなかった。
アメリカ大陸が発見したスペインはコンキスタドールたちに統治を委ねた。当初は彼らが封建制の君主のような存在であったが、新大陸の重要性が認識されるにつれ、スペインは次第にコンキスタドールの権限を奪い、スペインの統治機構を新大陸に移植するようになった。16世紀半ばにはほぼ完全な政治機構を作り、それは18世紀後半のブルボン改革まで続いた。
1524年にインディアス枢機会議が新大陸統治の中枢機関に昇格した。会議は、国王の代理として、1529年にアントニオ・デ・メンドーサをヌエバ・エスパーニャ副王領の初代副王に任命した。
17世紀まで、1535年に設置されたヌエバ・エスパーニャ副王領、1543年に設置されたペルー副王領の、2人の副王しかいなかった。ヌエバ・エスパーニャ副王はメキシコシティを首都とし、メキシコ、及び中米、北米、カリブ海とフィリピン諸島のスペイン領を統治した。一方のペルー副王はリマに首都を構え、南米のスペイン領全域を支配した。南米のベネズエラがヌエバ・エスパーニャ副王の統治下に入るときもあった。
新大陸でのスペイン植民地の拡大に従い、1717年には新たにヌエバ・グラナダ副王領（首都ボゴタ）、1776年にはリオ・デ・ラ・プラタ副王領（首都ブエノスアイレス）に副王が置かれた。
16世紀から17世紀にかけて、副王は一般的にスペインの上流貴族から選ばれた。18世紀になると、啓蒙精神の強い小貴族、中産階級からも選ばれるようになった。しかし原則的にはペニンスラール（スペイン生まれのスペイン人）が登用され、植民地史上100名あまりの副王のうちクリオーリョは5名足らずであった。
副王はそれぞれの管轄区内で最高権力を行使した。首都に近接した地域では行政、軍事、司法、財政をも統括し、下級官吏のほとんどを任命できた。しかし地理的に離れた地方では、監査役を務める程度の存在であった。

#### 新大陸における副王領の行政区分
新大陸において重要な官職、機関は、副王、総監(カピタン・ヘネラル、スペイン語: Capitán general)、アウディエンシア（スペイン語 Audiencia）の3つであった。総監は機構上は副王の下に置かれたが、実質的には副王と変わらず、副王領内の広大な土地を統治した。アウディエンシアの長官も同様の権限を有したが、一般的に軍事的な権威は副王に留保されていた。
副王領には直轄領、総監領、長官領（プレシデンシア）の3つがあり、ほぼそれぞれの区画にアウディエンシアが置かれた。これらの下部に総督領（ゴベルナシオン）やプロビンシア（郡部）が位置し、さらにコレヒミエントやアルカルディア・マヨールという区分に分けられ、最下部にカビルド、アユンタミエントと呼ばれる市参事会統括の町があった。18世紀のブルボン改革によりインテンデンシア制が敷かれて、コレヒミエント以下の地方自治体は廃止された。

## 大英帝国とイギリス連邦

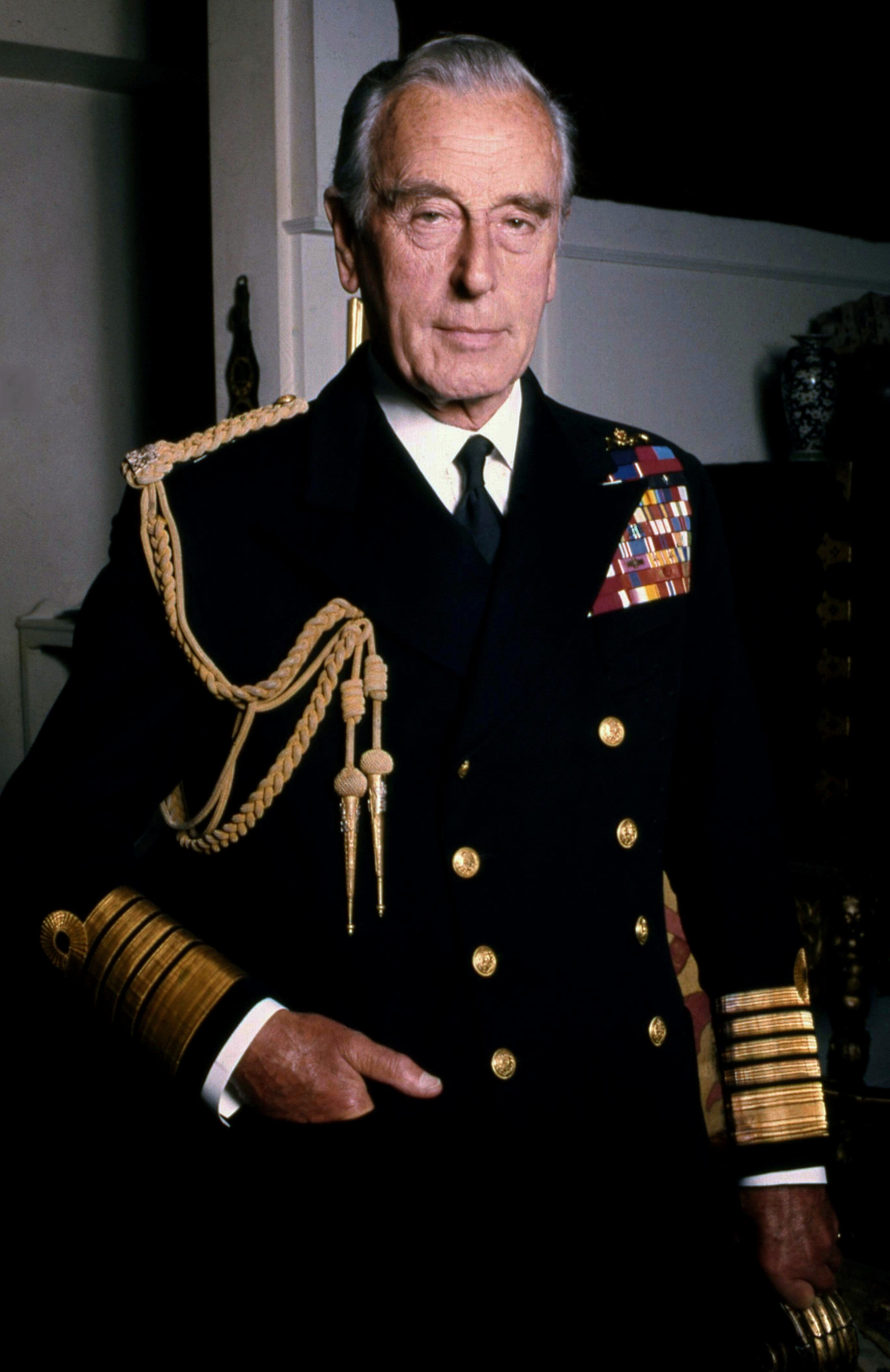
ルイス・マウントバッテンは最後のインド副王兼総督

1858年（この年、英王室は東インド会社が1774年10月20日から持っていた総督任命権を継承し、総督は王室の管理下に入ることになった）から1947年まで、「ハイ・ラジャ」（インド帝国最高主権者の意）である英国インド植民地総督も、公式名称ではなかったものの「インド副王」として知られている。（最後の副王はそれ以前と異なり王室出身で、初代マウントバッテン・オブ・ビルマ伯爵ルイス・フランシス・マウントバッテン〈任期：1947年2月21日 - 8月15日〉であった）
また、アイルランド卿（アイルランド王）も副王の名称を用いることがあった。
副王の称号およびそこから派生した「副王の」を意味する形容詞 vice-regal は、大英帝国及び現在のイギリス連邦の総督（カナダ総督・オーストラリア総督など）、もしくはそれ相応の権限を持つもの（カナダの各州の副総督 provincial Lieutenant-governor、オーストラリアの各州の総督 state governors など）に対して、王室の代表であるという意味を含んで使用される（英国領インドを大英帝国やイギリス連邦に含むことは不正確であり、手続き上は誤っている）。

## ポルトガル
ポルトガル海上帝国の植民地は交易拠点・海軍拠点として設けられた小規模なものが多く、それらはカピタン（Capitão）やカピタン・モール（Capitão-mor）が管理者として置かれていた。しかし特に重要性の高い物には副王（vice-rei）が置かれていた。

### ポルトガル領インド
ゴアに本拠を置くポルトガル領インドは、フランシスコ・デ・アルメイダが1505年から1509年にかけて副王となることで設立された。総督 (Governador) や統治委員会 (Conselho de Governo) が置かれることもあった。また、1548年以降1756年まで、しばしば副王兼総督 (Vice-Rei e Governador) とされることもあった。

### ポルトガル領ブラジル
ブラジルでは1714年7月13日から1815年12月16日まで副王が置かれていた。1808年以後はブラガンサ王朝がナポレオンによるポルトガル侵略から逃れ、ブラジルに宮廷を移転した。1822年9月7日、ブラジル王国摂政としてブラジルに残っていたドン・ペドロはブラジル帝国の分離独立を宣言、10月12日に自らを皇帝と称するようになった。

## その他
- ヌーヴェル・フランス（現在のカナダ）では当初は総督だけが置かれた（1534年7月24日 - 1541年1月15日、ジャック・カルチェ）が、後に副総督と副王（1541年1月15日 - 1543年9月、ロベールヴァル卿ジャン・フランソワ・ド・ラ・ロケ（1500年 - 1560年））が置かれた。1543年9月から1578年1月までは廃止されていたが、1578年1月3日から1606年2月まではトローイロス・ド・メスケズ（ローシュ・メスケズ侯爵、1598年1月12日より副総督）が、1606年2月から1614年まではジャン・ド・ビヤンクール（プートリンクール卿、サン・ジュスト男爵（1557年 - 1615年））が在任した。1611年10月8日から1672年までフランス本国駐在の副王が置かれ、その後は知事と総督が置かれた。

- イタリア語で副王に相当するviceréはイタリア領東アフリカの6州連合（エチオピア、エリトリア、伊領ソマリランドを含む）で最高位の植民地高官を意味した。ファシスト党が一時的にエチオピアを占領した1936年5月5日から、最後のイタリア人行政官が連合国に降伏した1941年11月27日まで、「高等弁務官」ではなく「副王及び総督」と称された。イタリア王ヴィットーリオ・エマヌエーレ3世は「エチオピア皇帝（ネグサ・ナガスト Nəgusä nägäst, 王の中の王を意味する）」の称号を要求し、その後継者であることを宣言した。その間、エチオピア皇帝ハイレ・セラシエは亡命しながらも帝位を保持し続け、1941年5月5日に玉座に返り咲くことになる。

### 自国領内の副王（同君連合を含む）
- コルシカでは1406年から1420年ごろまで、伯爵ヴィンチェンテッロ・ディストリア（Vincentello d'Istria）が名目上アラゴン王国から任ぜられた副王となっていた。
- フランス皇帝ナポレオン1世は、その継子ウジェーヌ・ド・ボアルネをイタリア王国（フランスと同君連合）の副王（Viceroi d'Italie）に任じ、後にはヴェネツィア公、すなわち同国の王太子とした。しかし一方で、フランス帝国の玉座からは締め出され、それはハプスブルク家出身の皇后マリー・ルイーズとの間にもうけた息子ナポレオン2世のために残された。
- ノルウェー副王はデンマーク王の下にあり、王位継承者が副王を継いでいた例の一つである。
- ロシアのロマノフ家統治下
  - ポーランドは、国王をロシア皇帝が兼ねる同君連合（1818年7月20日 - 1916年11月5日）であり、唯一人副王がいた。
    - （在任：1815年12月9日 - 1830年12月1日）コンスタンチン・パヴロヴィチ・ロマノフ大公（1779年 - 1831年）

  - カフカース（アルメニア、アゼルバイジャン、グルジア）は当初、1802年から1844年までトビリシの総督が治め、1844年以後、カフカース副王（Кавказского Наместника）が設けられた。
    - （在任：1845年 - 1853年） ミハイル・セミョーノヴイチ・ヴォロンツォフ公爵（1782年 - 1856年）
    - （在任：1853年 - 1854年） Nikolay Andreyevich Read（代理、1792年 - 1855年）
    - （在任：1854年 - 1856年） ニコライ・ニコラエヴィチ・ムラヴィヨフ（1794年 - 1866年）
    - （在任：1856年 - 1862年） アレクサンドル・イヴァノヴィチ・バリャチンスキー公爵（1814年 - 1879年）
    - （在任：1862年 - 1881年） ミハイル・ニコライェヴィチ・ロマノフ大公（1832年 - 1909年）; next a series of Chief Heads of the Civil Administration of the Caucasus, including several imperial princes, 1882 - 1905, then again Viceroys:
    - （在任：1905年 - 1915年） Illaryon Ivanovich, Vorontsov-Dashkov 伯爵（1837年 - 1916年）
    - （在任：1915年 - 1917年2月） ニコライ・ニコライェヴィチ・ロマノフ大公（1837年 - 1929年）

## 非西洋諸国における副王に類する地位
非西洋圏で諸侯や地方官の称号として用いられているもので、公式なものではないが副王と同類、またはそれに準ずる地位、官職が副王と翻訳されることがある。

### オスマン帝国
ムハンマド・アリー朝時代のエジプト州において、1867年から1914年まで使用された「ヘディーヴ」の称号がこれに当たる。19世紀前半のエジプトに成立したムハンマド・アリー朝は、オスマン帝国の宗主権を名目的に認めながらも、実質的には半独立の状態にあった。創始者ムハンマド・アリー（在任：1805年 - 1848年）はオスマン帝国とは異なる紋章を用い、独立した王朝であることを内外に示したが、名目上はあくまでもエジプト州の総督（ワーリー）という立場であったため、当初ムハンマド・アリー朝の当主は、オスマン帝国の他の州の総督と同様に州総督クラスの文武の高官が名乗る称号である「パシャ」を名乗った。1867年、ムハンマド・アリーの孫であるイスマーイール・パシャの代に、エジプト総督が独自の称号「ヘディーヴ」を名乗ることがオスマン帝国政府から認められ、この称号は第一次世界大戦の勃発によってエジプトがオスマン帝国の宗主権下から離脱する1914年まで用いられた。ペルシア語で「支配者」を意味する称号であるこのヘディーヴが「副王」と訳される。

### 中国
清朝では強力な地方行政権を持つ総督（英訳でgeneral supervisor-protector）が副王と翻訳されることがある。彼らは2つ、3つほどの「州」（現在の中華人民共和国の行政区分の「省」に相当する）を統治し、その領域は直隷、湖広、両江、両広、陝甘、閩浙、雲貴、四川に分けられた。李鴻章は1867年から1870年まで両広総督を務め、袁世凱は直隷総督であった時期がある。

### スリランカと東南アジア
- ウパラージャ（英語版） インドシナ半島における仏教王国での副王の称号。「マハー・ウパラージャ」のように複合的に用いられる。チャクリー王朝の副王も参照。

## 公的でない使用例
- イラク戦争後のイラクを事実上管理した連合暫定施政当局（CPA）代表だった米国文官ポール・ブレマーはタイム誌[7]やワシントン・ポスト[8]等のメディアに「イラク副王」と呼ばれていた。こういった使われ方は、米国によるイラク戦争を批判する論調で用いられた。なお、米国の連邦憲法では政府職員に貴族めいた肩書きを用いることを禁止している。

## フィクション
- カイ、ブコウ、サトラ - 漫画『北斗の拳』、サヴァの国3副王、サヴァ王家の長兄、次男、末弟
- ヌート・ガンレイ - 映画『スター・ウォーズ』シリーズ、通商連合副王（「総督」の訳が一般的）
- ベイル・プレスター・オーガナ - 映画『スター・ウォーズ』シリーズ、惑星オルデラン副王（「総督」の訳が一般的）
- レムス人副王（副長官と訳） - 映画ネメシス/S.T.X、総督シンゾン配下の異星人